# Vom Kaufmann und den beiden Gaunern
Vom Kaufmann und den beiden Gaunern ist eine Erzählung aus den Geschichten aus Tausendundeine Nacht. Sie ist eine Binnengeschichte in der größeren Erzählung Vom Igel und den Holztauben. Sie wird in der Arabian Nights Encyclopedia als ANE 56 gelistet.
In der Kurzgeschichte richtet sich eine böse List gegen ihre Verursacher.

## Handlung
Einst lebte ein wohlhabender Kaufmann in einer Stadt namens Sinda. Eines Tages machte er sich mit einem Lastenkamel voller Güter in eine andere Stadt auf. Zwei Gauner planten, ihn um seine Ware zu bringen, wozu sie sich ebenfalls als Kaufleute ausgaben und mit ihm zogen. Zugleich aber wollte jeder von ihnen den anderen umbringen, um nicht mit ihm teilen zu müssen. So tröpfelten beide etwas Gift in die Speise, um den anderen zu vergiften, ohne zu wissen, dass auch der andere ihn vergiften wollte. So aßen sie beide von der Speise und starben; der Kaufmann aber, der nicht von der Speise gegessen hatte, überlebte so.

## Hintergrund
Nach der Arabian Nights Encyclopedia handelt es sich um eine selten dokumentierte Version der populären Erzählung Die Schatzsucher, die sich gegenseitig ermorden (The Treasure-finders who Murder one Another, AT 763). Das früheste Zeugnis dieser Version findet sich in der Verssammlung Ben ha-melekh ve-ha-nasir (Prinz und Derwisch) aus dem 13. Jahrhundert von Ibn Hisdai, einer hebräischen Übertragung der ursprünglich buddhistischen Erzählung von Barlaam und Josaphat. Eine vollwertige Standardversion von AT 763 findet sich in der Breslauer Ausgabe von The Three Men and Our Lord 'Îsâ.

## Textquellen
Die Geschichte findet sich in der arabischen Druckausgabe Kalkutta-II von Tausendundeine Nacht. Richard Francis Burton und Enno Littmann nutzten sie für ihre Sammlungen.

## Ausgaben
- Enno Littmann: Die Erzählungen aus den tausendundein Nächten, Insel Verlag, Frankfurt 1968, Band 2, S. 283–284. (Kalkutta-II-Edition)